# Lippia baumii
Lippia baumii là một loài thực vật có hoa trong họ Cỏ roi ngựa. Loài này được Gürke mô tả khoa học đầu tiên năm 1903.